# La venda en los ojos
La venda en los ojos es una obra de teatro en tres actos de José López Rubio, estrenada en 1954.

## Argumento
Beatriz es una mujer que ha sido abandonada por su marido. Para afrontar la situación, finge no haber notado la ausencia. El resto de la familia se esfuerza por seguirle la corriente, provocando un auténtico caos en la casa.

## Representaciones destacadas
- Teatro. Teatro Infanta Isabel, Madrid, 3 de marzo de 1954. Estreno.
  - Intérpretes: Isabel Garcés (Beatriz), Irene Caba Alba, Ricardo Juste, Emilio Gutiérrez.
- Televisión (Primera fila, TVE, 22 de enero de 1964).
  - Dirección: Marcos Reyes.
  - Intérpretes: Giove Campuzano, Carlos Mendy, Manuel Díaz González, Amelia de la Torre, José Vivó, Ángela Rhu.
- Televisión (Estudio 1, TVE, 21 de julio de 1972).
  - Dirección: Alberto González Vergel.
  - Intérpretes: María Luisa Merlo (Beatriz), Cándida Losada, Ismael Merlo, Enrique Vivó, Fernando Delgado, Mary Delgado, Carmen Rossi, Mary Leiva.